# Lehr
Lehr és una població dels Estats Units a l'estat de Dakota del Nord. Segons el cens del 2000 tenia 114 habitants.

## Demografia
Segons el cens del 2000, Lehr tenia 114 habitants, 65 habitatges, i 36 famílies. La densitat de població era de 244,5 hab./km².
Dels 65 habitatges en un 4,6% hi vivien nens de menys de 18 anys, en un 47,7% hi vivien parelles casades, en un 6,2% dones solteres, i en un 43,1% no eren unitats familiars. En el 40% dels habitatges hi vivien persones soles el 29,2% de les quals corresponia a persones de 65 anys o més que vivien soles. El nombre mitjà de persones vivint en cada habitatge era d'1,75 i el nombre mitjà de persones que vivien en cada família era de 2,24.
Per edats la població es repartia de la següent manera: un 6,1% tenia menys de 18 anys, un 5,3% entre 18 i 24, un 16,7% entre 25 i 44, un 27,2% de 45 a 60 i un 44,7% 65 anys o més.
L'edat mediana era de 63 anys. Per cada 100 dones de 18 o més anys hi havia 91,1 homes.
La renda mediana per habitatge era de 20.938 $ i la renda mediana per família de 28.750 $. Els homes tenien una renda mediana de 21.563 $ mentre que les dones 13.333 $. La renda per capita de la població era de 13.912 $. Entorn de l'11,1% de les famílies i el 13,9% de la població estaven per davall del llindar de pobresa.

## Poblacions més properes
El següent diagrama mostra les poblacions més properes.